# Oryx algazelle
Oryx dammah
Espèce
Synonymes
- Antilope dammah Cretzschmar, 1826

Statut de conservation UICN

EN : En danger
Statut CITES
L'Oryx algazelle,, (Oryx dammah), parfois appelé Oryx de Libye,,, Oryx blanc, Oryx à cou roux ou Oryx à cornes en forme de cimeterre, vivait dans les steppes et les semi-déserts du centre du Niger, du Tchad, du sud de la Libye et du Sahara. Les dernières populations sauvages s'y sont éteintes dans les années 1970-1980. La survie de l'espèce repose aujourd'hui sur les populations captives : des projets de réintroduction sont en cours depuis le début des années 2000, dans les réserves du Maroc, du Sénégal et de Tunisie. Ces projets ont d'ailleurs aboutis en 2023 au reclassement de l'espèce "d'éteinte" à "en danger" d'extinction par l'UICN.

## Description
L'Oryx algazelle mesure environ un mètre vingt à l'épaule et pèse autour de 150 kilogrammes. Son pelage court est blanc avec une poitrine et le bout de queue de couleur fauve et des marques noires sur le front et sur le dessus du museau. Ses cornes sont longues, fines, parallèles et incurvées vers l'arrière et peuvent atteindre 1 à 1,25 mètre chez les deux sexes.

## Comportement
L'oryx algazelle se nourrit de feuilles, d'herbes et de fruits, qu'il trouve dans les savanes, les steppes et les semi-déserts, cette oryx ne pénètre jamais dans le vrai désert, contrairement à l'addax. Les oryx se regroupent en hardes mixtes pouvant atteindre 70 animaux. Autrefois, les oryx algazelles pouvaient se regrouper en troupeaux de plusieurs milliers d'individus pour les migrations, mais désormais il n'y a plus suffisamment d'oryx pour cela. Historiquement, en période de sécheresse, les oryx algazelle migrent très loin à la recherche de pâturages verts et d'eau, bien qu'ils puissent survivre sans eau pendant plusieurs semaines, ses reins prévenant la perte d'eau en urine. Il peut aussi élever la température de son corps pour éviter de transpirer.
Après une gestation de 270 jours, la femelle met bas un seul petit.
En cas de danger, ils peuvent courir très rapidement, jusqu'à 60 km/h en pointe et ils peuvent aussi courir à 30 km/h pendant une demi-heure sans problèmes.
Leurs cornes sont également un bon moyen de défense contre les prédateurs.

## Une espèce en voie de disparition
Les oryx algazelles de Libye, chassés à outrance pour leurs cornes, leurs viandes et leurs peaux, n'existent plus dans la nature. Autrefois, ils occupaient toutes les savanes arides et les semi-déserts du Sahara jusqu'en Égypte. Depuis l'année 2000, cette espèce est officiellement Éteint à l'état sauvage d'après la liste rouge de l'UICN.
L'espèce avait été domestiquée chez les anciens Égyptiens. Elle s'élève facilement en captivité, y compris dans les zoos européens (à l'heure actuelle, les zoos rassemblent près d'un millier d'individus, dont la moitié en Europe).
En juillet 2023, deux femelles naissent en captivité en France, au zoo de Thoiry.
Des projets et/ou actions de réintroduction sont toutefois en cours dans des parcs nationaux du Maroc, comme le Parc National de Souss-Massa et aussi en Tunisie, à l'image de ce qui s'est fait avec l'Oryx d'Arabie au Proche-Orient.

## Projet de réintroduction de l'oryx algazelle au Tchad
Le projet de réintroduction de l’oryx algazelle au Tchad est l'une des initiatives de conservation les plus ambitieuses pour la restauration d'une espèce éteinte à l'état sauvage. Lancé en 2014 sous l'égide du gouvernement tchadien, avec le soutien de l'Environment Agency Abu Dhabi et mis en œuvre par Sahara Conservation, ce programme a pour objectif de rétablir des populations viables d’oryx dans leur habitat naturel au sein de la Réserve de Faune de Ouadi Rimé - Ouadi Achim, au Tchad,. Les premiers individus réintroduits, issus de zoos et de centres de reproduction à travers le monde, ont progressivement été relâchés en groupes dans la réserve depuis 2016, où ils s’adaptent aux conditions sahéliennes grâce à un suivi scientifique rigoureux. Depuis le début du projet, plusieurs naissances ont été enregistrées dans la nature, marquant une avancée significative vers la reconstitution d’une population autosuffisante. 
Après une évaluation des populations d'oryx, l'IUCN a annoncé le 11 décembre 2023 le changement de catégorie de l'oryx algazelle, à En Danger grâce aux efforts de conservation ayant permis de rétablir un niveau de populations stables à l’état sauvage.

## Systématique
Le nom valide complet (avec auteur) de ce taxon est Oryx dammah (Cretzschmar, 1827). L'espèce a été initialement classée dans le genre Antilope sous le protonyme Antilope dammah Cretzschmar, 1826.
Oryx dammah a pour synonyme :
- Antilope dammah Cretzschmar, 1826

## Noms
Le nom d'algazelle vient de l'arabe al-ğazāl (l'antilope). Cimeterre est un emprunt au persan shamshīr (épée).

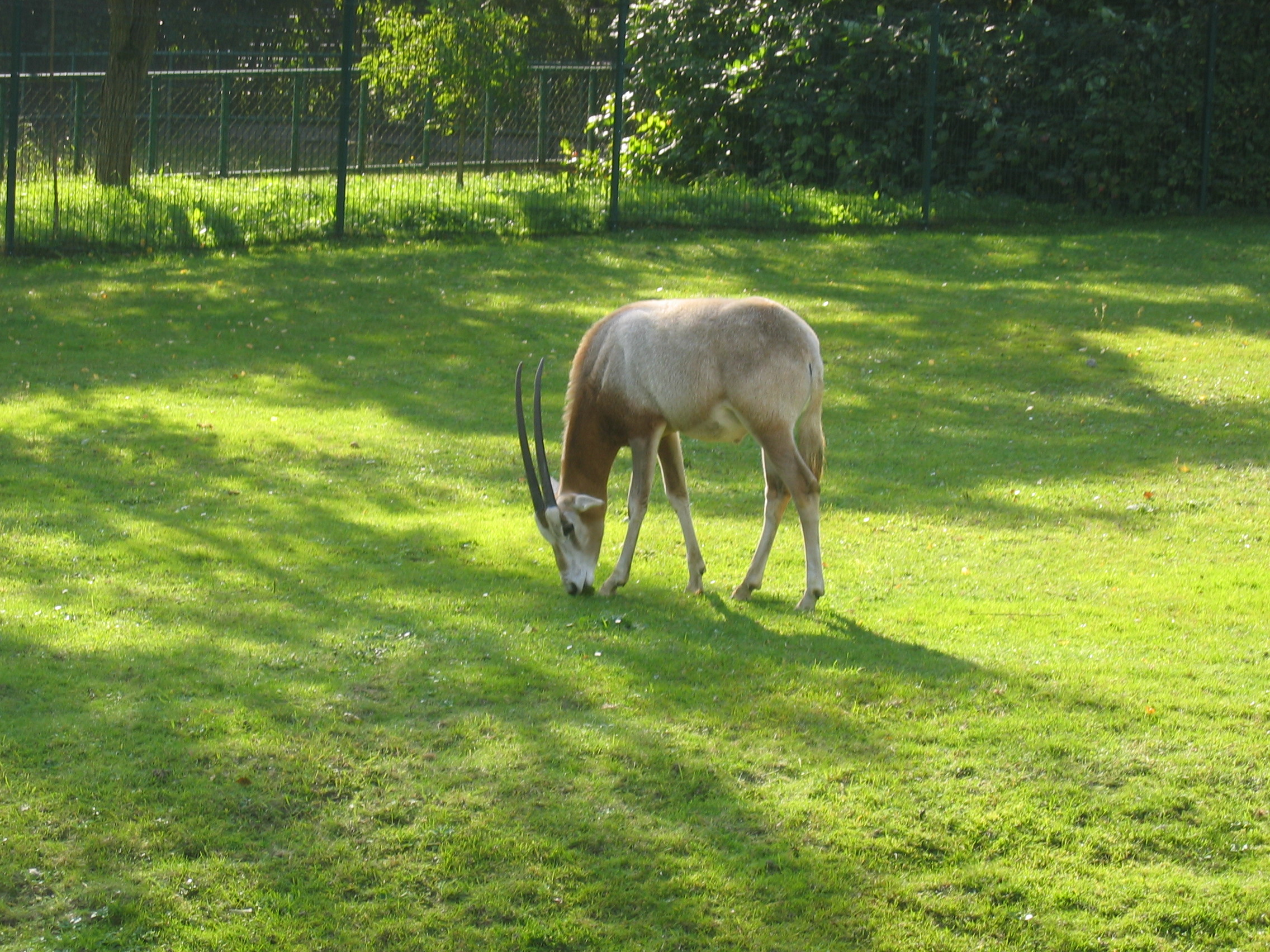
Oryx au zoo
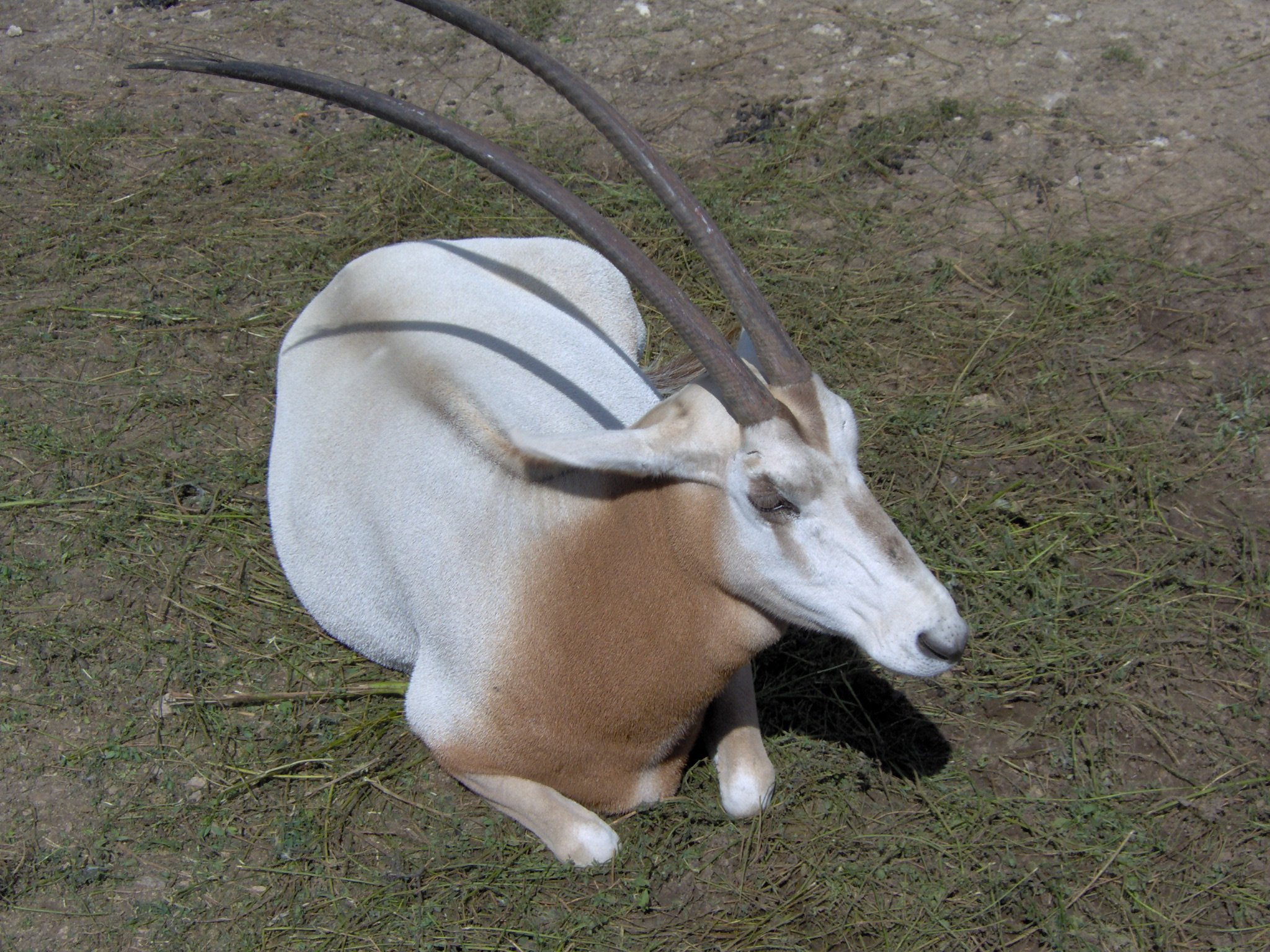
Oryx au zoo
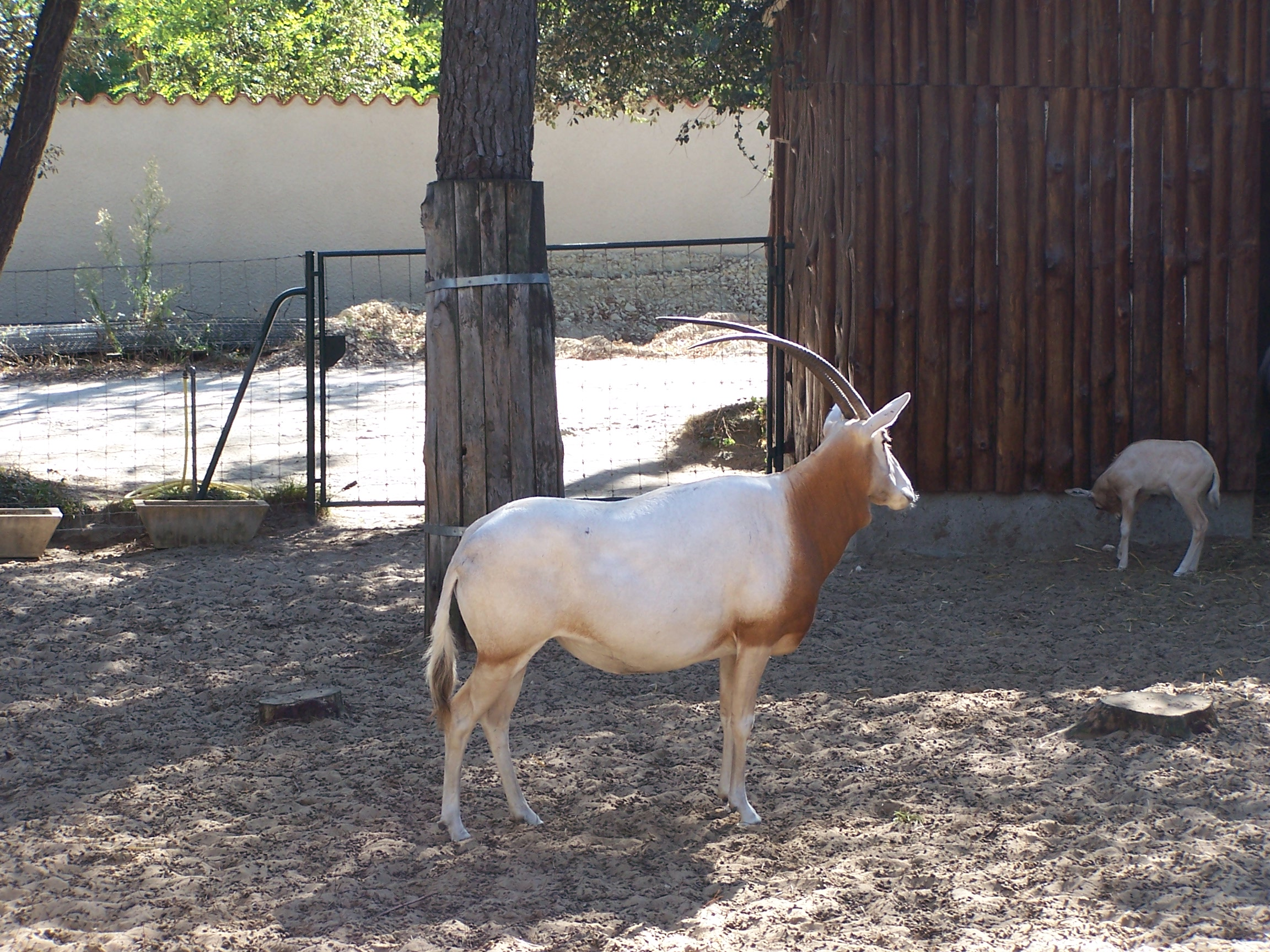
Oryx et son jeune au zoo de la Palmyre
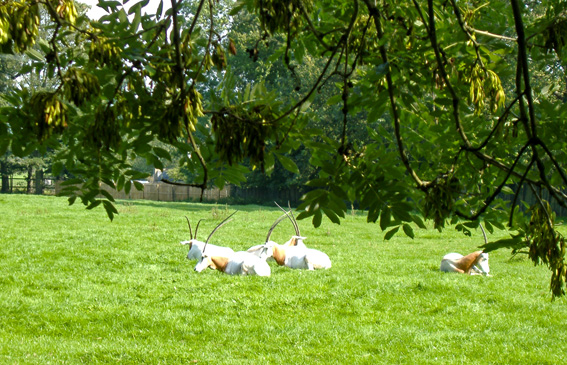
Groupe d'oryx au zoo
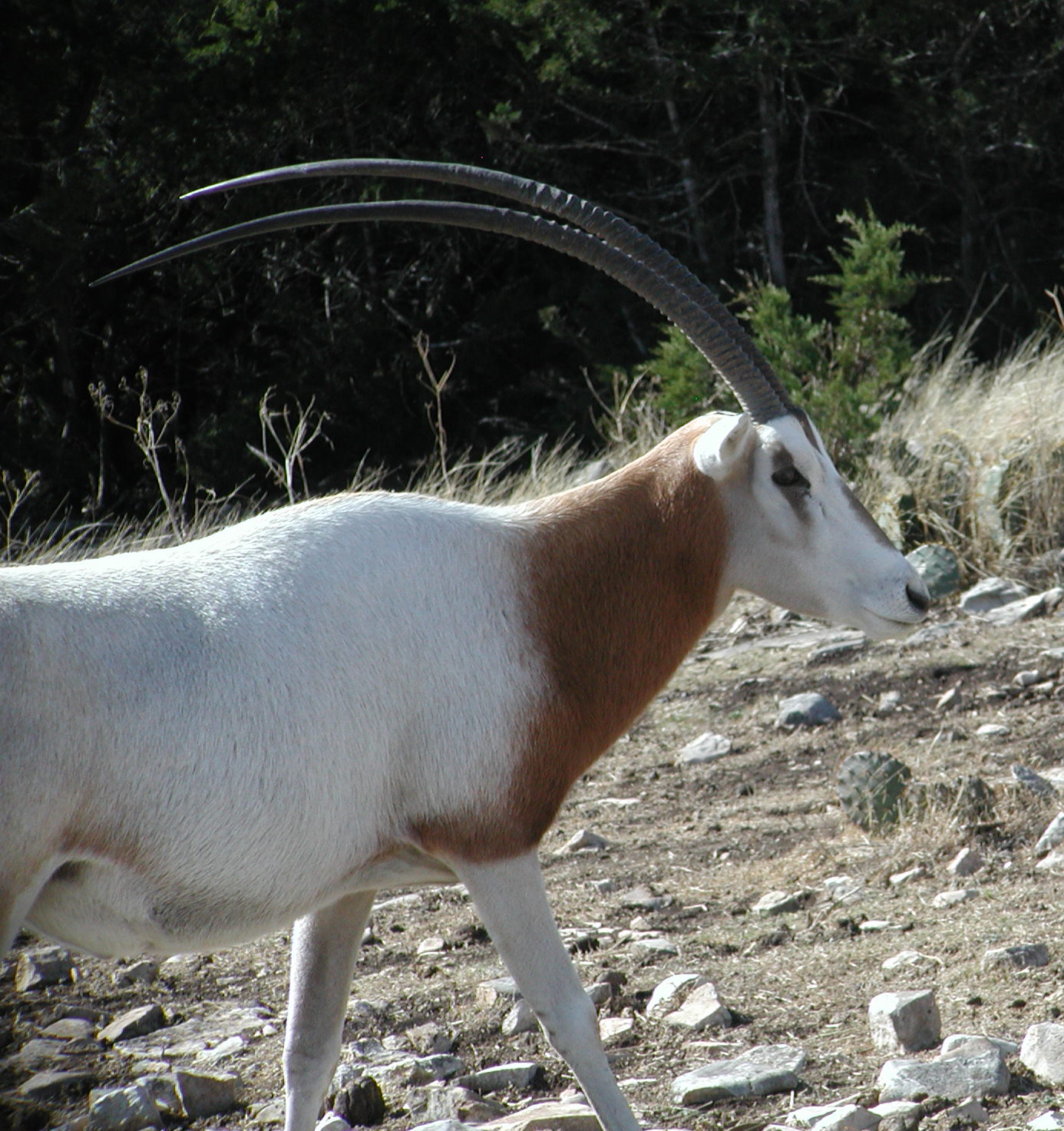
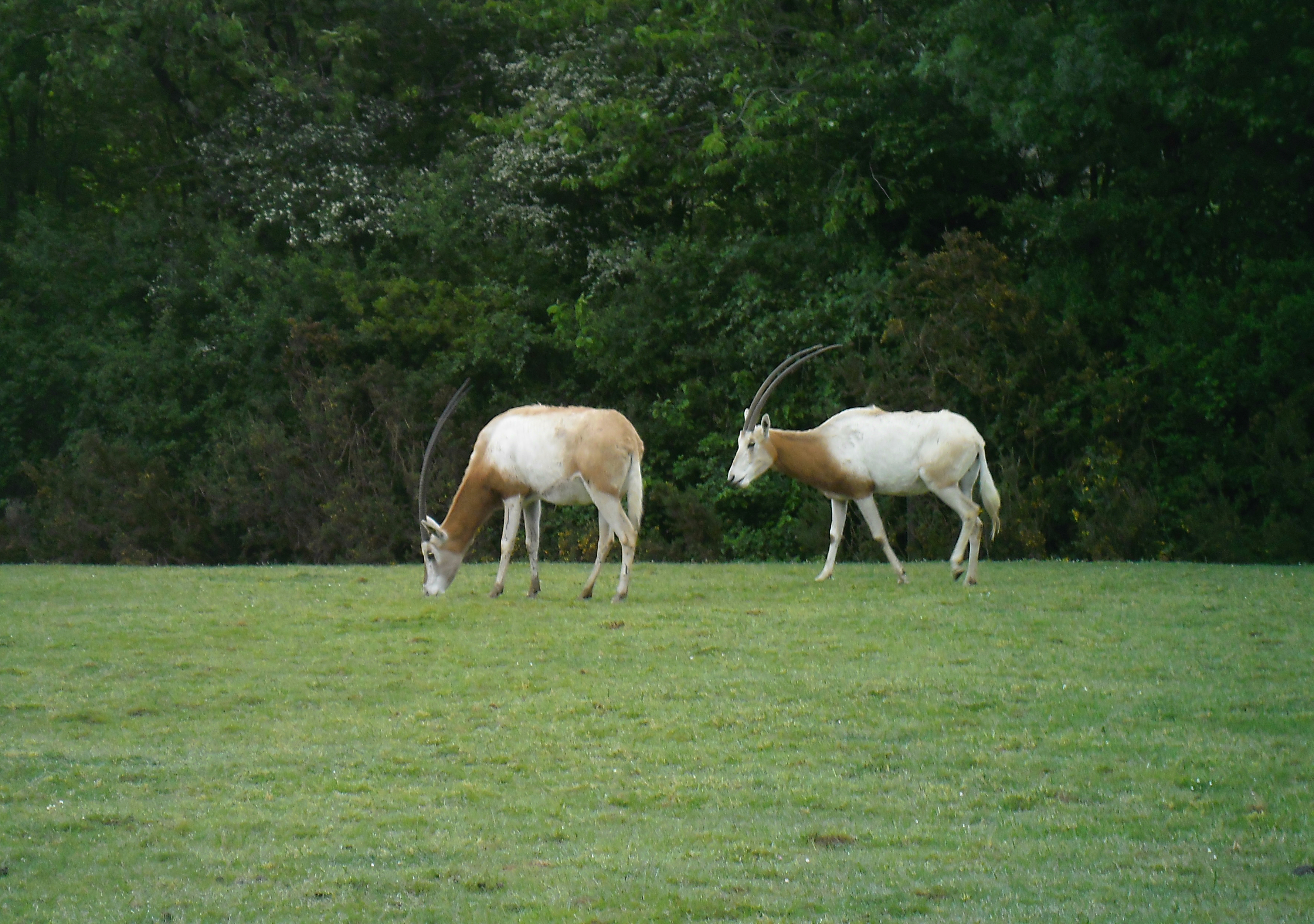
Oryx à Planète sauvage (44)
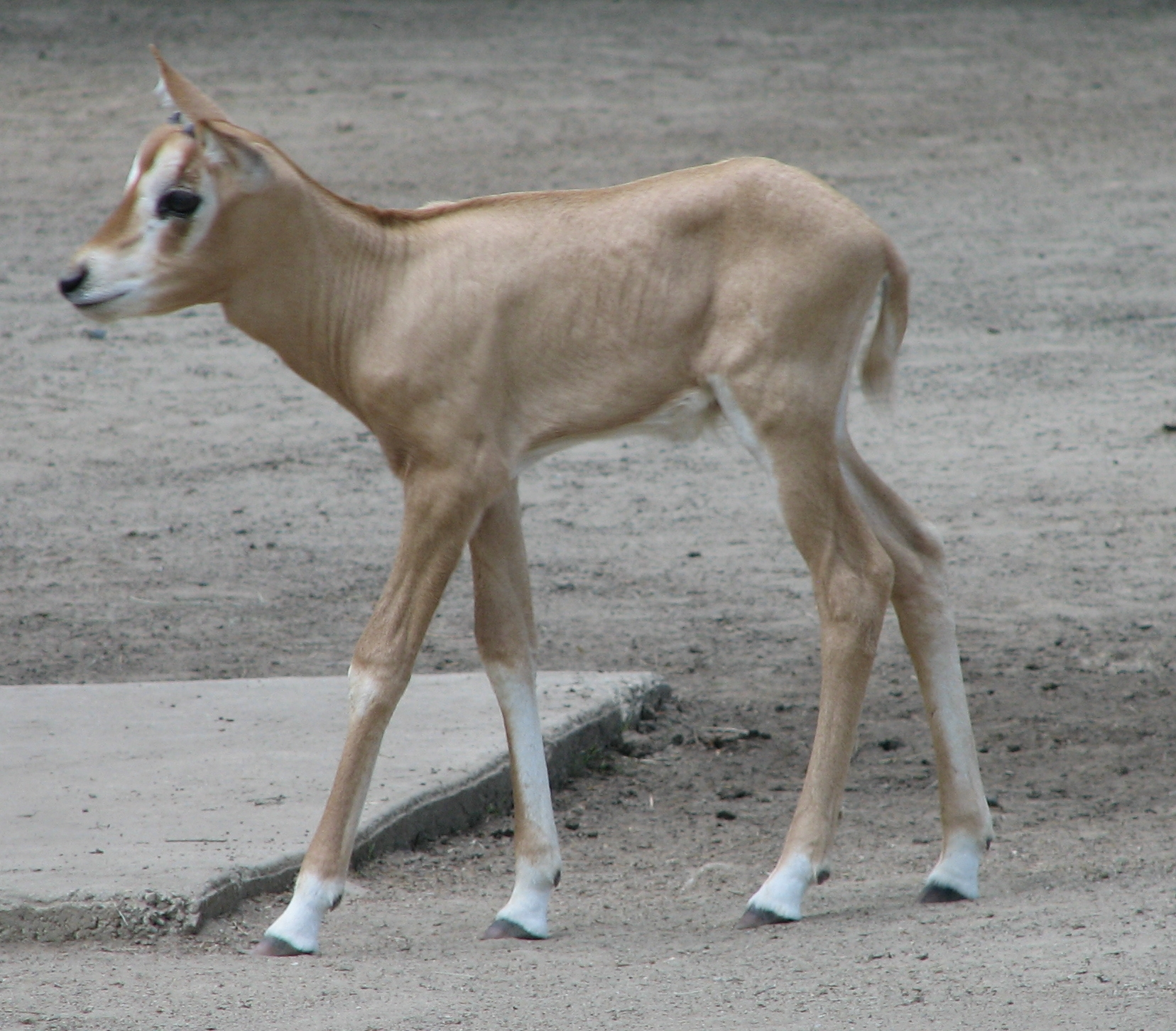
Bébé oryx algazelle
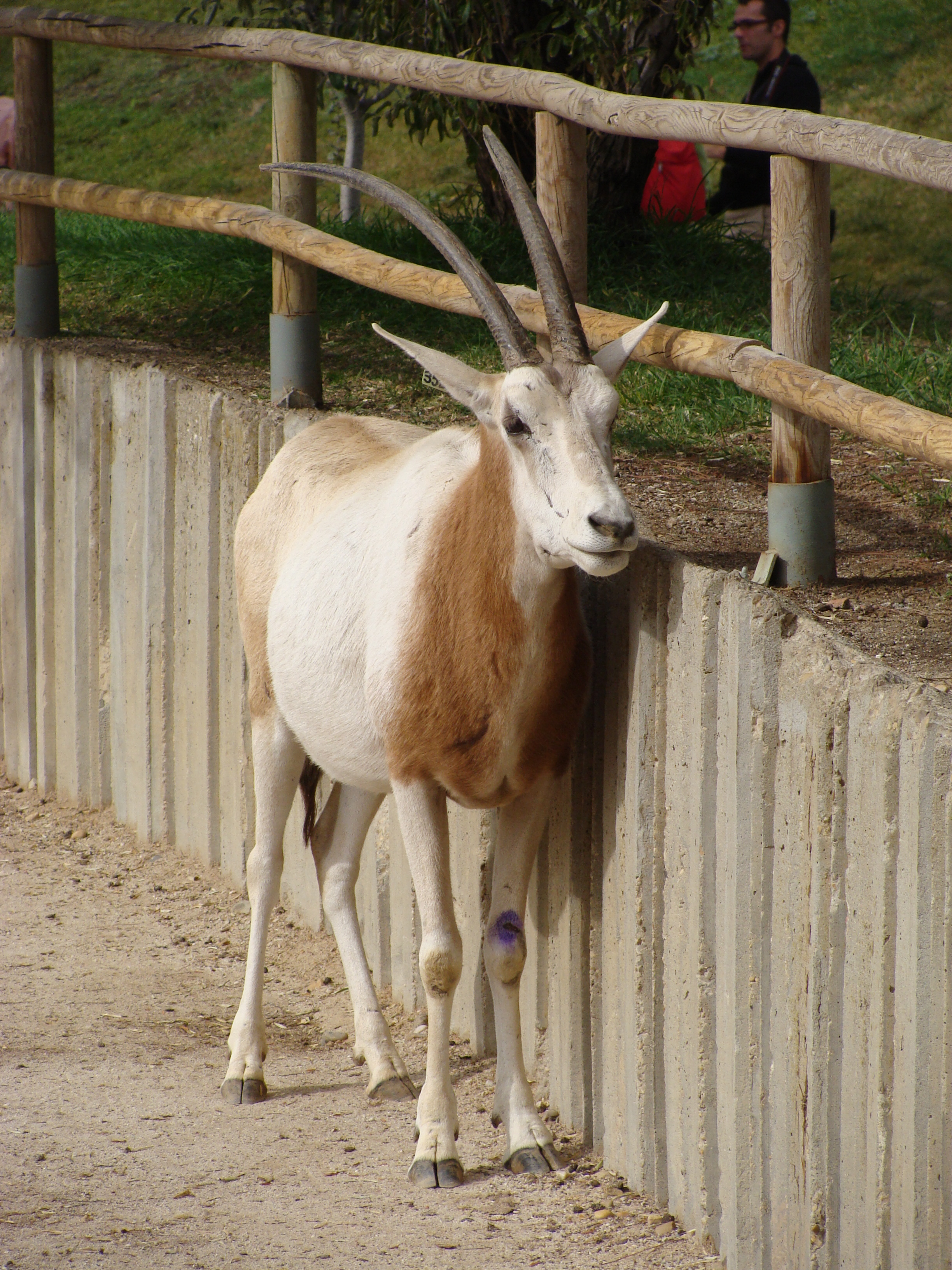
Oryx algazelle au zoo de Madrid